# میکل لافیس
میکل لافیس (انگلیسی: Michel Lafis؛ زادهٔ ۱۹ سپتامبر ۱۹۶۷) دوچرخه‌سوار اهل سوئد است.
وی در مسابقات کشوری و بین‌المللی در مجموع برندهٔ ۱ مدال برنز شده‌است.